# Province de Ljubljana
1941–1945
Entités précédentes :
- Banovine de la Drave et Banovine de Croatie (royaume de Yougoslavie)

Entités suivantes :
- République populaire de Slovénie (Yougoslavie)

La province de Ljubljana (italien : Provincia di Lubiana ; slovène : Ljubljanska pokrajina ; allemand : Provinz Laibach) était un territoire correspondant au sud-est de l'actuelle Slovénie et annexé par le royaume d'Italie pendant la Seconde Guerre mondiale, après l'invasion et le démembrement de la Yougoslavie en 1941.

## Origines
Après l'invasion du royaume de Yougoslavie par l'Allemagne nazie et ses alliés, le territoire du pays est occupé et démembré : la Slovénie est divisée en trois zones, l'une annexée par l'Italie, l'autre par l'Allemagne et la dernière par la Hongrie.
La zone italienne se compose pour l'essentiel de la Basse-Carniole, d'une partie de la Carniole-Intérieure et de la ville de Ljubljana et de ses environs. Une partie du territoire de l'ancienne Banovina de Croatie est également rattachée à la zone slovène italienne. La province de Ljubljana est officiellement constituée le 3 mai 1941 ; elle est composée de cinq districts, eux-mêmes divisés en municipalités. 

## Organisation
L'occupation italienne est initialement plus souple que celle des Hongrois, qui imposent d'emblée une « magyarisation » brutale, ou des Allemands, qui interdisent l'usage du slovène en public et déportent des populations slovènes pour les remplacer par des colons allemands. Les institutions culturelles slovènes sont respectées, et les Italiens s'emploient à entretenir de bonnes relations avec le clergé catholique slovène, dont l'évêque de Ljubljana Gregorij Rožman qui devient l'un de leurs principaux relais. Un conseil consultatif est formé avec des notables, dont l'ancien ban Marko Natlačen. Mais l'occupation italienne connaît bientôt des contradictions : le haut-commissaire italien de la province, Emilio Grazioli, déjà responsable de l'« italianisation » de la minorité slovène en Italie, importe bientôt les méthodes fascistes et néglige le conseil, qui n'est guère consulté et que Natlačen finit par quitter.
Les politiques d'italianisation et de germanisation en Slovénie occupée, et plus encore les déplacements de populations imposés par les Allemands, dressent rapidement une partie de la population contre les occupants. C'est dans la province de Ljubljana, avec l'aide de nombreux réfugiés venus des zones allemande et hongroise, que les militants locaux du Parti communiste de Yougoslavie, commandés notamment par Edvard Kardelj, mettent sur pied, avec l'aide de chrétiens sociaux et de libéraux de gauche une coalition, un Front de libération (Osvobodilna fronta, ou OF), qui devient l'aile slovène des Partisans. Les coups de main des résistants communistes se multiplient durant l'été 1941, suscitant une répression brutale de la part des autorités italiennes. Le général Mario Robotti, commandant militaire de la province, applique avec un zèle particulier les instructions de Mario Roatta, chef de l'armée italienne en Yougoslavie, sur la répression des insurgés et les prises d'otages dans la population civile. Il fait isoler la capitale par un réseau de fil de fer barbelé et crée un ensemble de camps de prisonniers. Entre 1941 et 1943, la répression fait 9000 morts en Slovénie. Environ 35 000 personnes sont envoyées dans des camps.

## Disparition
Les communistes marginalisent bientôt leurs partenaires au sein du Front de libération, dont ils prennent le contrôle total. Ils commettent également des assassinats non seulement de collaborateurs, mais aussi de modérés ou de personnes en contact avec l'organisation de Draža Mihailović, qui tente alors de constituer des réseaux en Slovénie. À la demande de Natlačen, Mgr Rožman condamne publiquement les activités du Front de libération.
En 1942, les cadres du Parti populaire slovène, parti conservateur qui était le principal mouvement avant-guerre en Slovénie, organisent une consultation des groupes non communistes pour combattre les Partisans locaux. Les principales figures conservatrices sont alors Natlačen, Mgr Rožman et le général Leon Rupnik, chef du premier groupe d'armées en 1941 : ils forment une organisation clandestine appelée l'Alliance slovène (Slovenska Zaveza, ou SZ) destinée à unir après la guerre toutes les forces anticommunistes de Slovénie, au sein d'une Yougoslavie restaurée. L'Alliance slovène forme bientôt des groupes d'auto-défense, souvent sous l'autorité du clergé local. En juillet, Rupnik accepte le poste de Podestà (maire nommé) de Ljubljana que lui proposent les Italiens, et organise une Milice volontaire anti-communiste pour combattre les Partisans.
Après la capitulation italienne en septembre 1943, la province de Ljubljana est occupée par l'Allemagne, qui conserve ses frontières tout en l'incorporant dans sa zone d'opérations du littoral-Adriatique. Rupnik, nommé préfet par les Allemands, prend la tête d'une Garde nationale slovène pour épauler les nouveaux occupants. 
En mai 1945, à la fin du conflit mondial, la province de Ljubljana est conquise par les Partisans  de Tito, et les collaborateurs soumis à une épuration sanglante : plusieurs milliers d'entre eux, qui avaient rejoint l'Autriche en suivant la retraite Allemands, sont livrés par les Alliés aux communistes et tués lors d'épisodes comme le massacre de Bleiburg. La Slovénie est reconstituée pour devenir la république socialiste de Slovénie, État fédéré du nouveau régime communiste yougoslave.